# Jules Giroul (1857-1920)
Pour les articles homonymes, voir Jules Giroul.
Jules Victor Lambert Giroul, né le 28 juillet 1857 à Vaux-et-Borset et décédé le 23 avril 1920 à Huy fut un homme politique libéral belge wallon.
Il fut docteur en droit de l'Université de Liège (1881), avocat, vice-président de l' Association libérale de Huy; élu conseiller communal libéral de Huy (1887-1920), échevin de l’instruction publique et des finances (1890), conseiller provincial de la province de Liège (1892-1894), député de l'arrondissement de Huy-Waremme (1900-1914); il fut un des délégués de Huy à l’Assemblée wallonne (1912-1914, 1919-1920).

## sources
- Notice biographique